# Damian Humbley
Damian Humbley (Queensland, 13 febbraio 1979) è un attore e cantante australiano, noto soprattutto come interprete di musical a Londra.

## Biografia
Dopo aver studiato presso la Western Australian Academy of Performing Arts, Damian Humbley si è trasferito in Gran Bretagna e dal 2004 è stato interprete di musical di successo. Nel 2004 debutta sulle scene londinesi con il musical di Andrew Lloyd Webber The Woman in White e nel 2006 lavora con Lara Pulver nella prima produzione inglese del musical di Jason Robert Brown The Last Five Years, in scena alla Menier Chocolate Factory. Nel 2007 recita in Fiddler on the Roof, nel 2011 è Max in Lend Me A Tenor con Joanna Riding e nel 2012 interpreta Charles nella produzione di Merrily We Roll Along diretta da Maria Friedman. Nel 2017 torna a recitare in Merrily We Roll Along, questa volta a Boston. Nel 2018 canta nella prima londinese di Sondheim on Sondheim, con Liz Callaway e Julian Ovenden. 